# Vulcano (F-12)
«Вулкано» (ісп. Vulcano (F-12))) — мінний загороджувач, пізніше фрегат однойменного типу ВМС Іспанії середини XX століття

## Істрія створення
Мінний загороджувач «Вулкано» був замовлений відповідно до закону від 27 березня 1934 року. Закладений 11 лютого 1935 року на верфі у Ферролі, Спущений на воду 12 жовтня того ж року.
Через фінансові труднощі будівництво затягнулось, і у 1936 році, коли почалась громадянська війна в Іспанії, корабель все ще перебував на верфі Ферроля, де був захоплений франкістами.
Вступив у стрій 20 серпня 1937 року.

## Істрія служби

### Громадянська війна
Оскільки франнкістам бракувало есмінців, «Вулкано» разом з «Юпітер» активно залучався до блокади узбережжя Біскайської затоки.
Наприкінці війни корабель захопив низку республіканських кораблів з біженцями на борту.
У 1938—1939 роках «Вулкано» діяв у Середземному морі. У день Різдва, 25 грудня 1937 року він здійснив обстріли Кастельйона, Бурріани і Вінароса.
17 жовтня 1938 році корабель захопив радянський корабель «Катаяма», брав участь у захопленні грецького корабля «Вікторія» та британського «Стренгроув». Згодом ці транспортні кораблі увійшли до складу іспанського флоту наприкінці війни..
Найвідоміша місія, у якій брав участь «Вулкано» — погоня та захоплення республіканського есмінця «Хосе Луїс Діес» поблизу Гібралтару 31 грудня 1938 року. Під час бою кораблі часом зближувались на відстань всього у 50 метрів. Зрештою есмінець був інтернований. Після того, як Британія визнала владу Франсіско Франко, есмінець був переданий Іспанії.
7 березня 1939 року «Вулкано» був головний кораблем ескадри, яка мала здійснити висадку в Картахені, після того, як республіканський флот покинув порт і вирушив у Бізерту. Франкісти розраховували, що республіканці-антикомуністи захопили порт після того, як командування республіканського флоту покинуло місто. Але насправді республіканці захопили берегові батареї. Всі кораблі отримали наказ припинити операцію, але 2 транспорти, «Кастільо де Оліте» і «Кастільо Пеньяфіель» (колишні радянські пароплави «Постишев» і «Смідович», перехоплені раніше у відкритому морі ), які не мали радіо, продовжили рух.
«Кастільо де Оліте» був потоплений 384-мм снарядом, загинуло 1500 чоловік. «Кастільо Пеньяфіель», переслідуваний республіканськими літаками, зумів утекти.
Згодом у листі до Франко адмірал Франсіско Морено, який керував операцією, поклав провину на командира «Вулкано» за те, що той не зміг запобігти загибелі транспортного судна. Проте, скоріш за все, командир «Вулкано» дістав суперечливі накази вищого командування.
31 березня, в останній день бойових дій, «Вулкано» разом з іншими кораблями висадив 2 батальйони в Аліканте.

### Післявоєнна служба
У 1958—1961 роках у рамках угоди зі США «Вулкано» був модернізований та переобладнаний у протичовновий фрегат. На ньому було встановлене сучасне американське озброєння та радіоелектронне обладнання.
12 березня 1977 року корабель був виключений зі складу флоту і зданий на злам. Це був останній корабель, зданий на злам, який брав участь у громадянській війні.